# 400 Flyvemaskiner over Kastrup
400 Flyvemaskiner over Kastrup er en dansk dokumentarisk optagelse fra 1945.

## Handling
Den store Royal Air Force flyveopvisning 1. juli 1945 i Københavns Lufthavn i Kastrup. Dronning Alexandrine skridter fronten af foran et æreskompagni, hvorefter hun hilser på en række danske officerer, deriblandt general Gørtz. En række De Havilland Mosquito bombere fra 140 Wing, der bombede Shellhuset, ruller hen over startbanen. Herefter ses overflyvning med jagerfly, bl.a. Spitfires og Hawker Tempest. En Handley Page Halifax kaster våben- og sprængstofcontainere ned med faldskærm. Overflyvning med De Havilland Mosquito bombere, en enlig Gloster Meteor F3 jetjager fra RAF følger og derefter forbiflyvning af Hawker Tempest V jagere fra RAF. Til slut i opvisningen skyder Hawker Typhoon jagere med raketter på de tyske BV 138 flyvebåde, som ligger forankret i Øresund.